# 고창수
고창수(高昌秀, 1934년 12월 5일~)는 대한민국의 시인이다.

## 경력
- 한국문인협회 회원
- 국제펜클럽 한국본부 회원
- 한국시인협회 회원
- 한국현대시인협회 회원
- 외교협회 회원
- 다시올문학 고문
- 주파키스탄대사관 대사
- 외무부 국제문화협력대사
- 주시애틀총영사관 영사
- 주에티오피아대한민국대사관 대사

## 수상 내역
- 1994년: 제19회 시문학상
- 2002년: 제1회 시인들이 뽑는 시인상
- 2008년: 제1회 바움문학상
- 2013년: 제26회 성균문학상 본상
- 2017년: 제3회 문덕수문학상